# Вьетнамская философия
История вьетнамской философской мысли восходит к глубокой древности. Очевидно, что уже в III—I вв. до н. э. на территории Северного Вьетнама сложилась самостоятельная политеистическая система религиозно-мифологических представлений с элементами философского знания. В первые века н. э. на территорию Вьетнама из Индии и Китая проникают религиозные и философские течения: буддийская философия, конфуцианство, даосизм.

## Древний мир
Стоит отметить, что в первые века нашей эры южная территория Вьетнама входила в государство, получившее известность под китайским названием Фунань, имевшее культурные связи с Персией, Римом и особенно с Индией. В VI веке на территории Северного Вьетнама возникает независимое государство Вансуан. В начале VII века это государство было завоевано китайской династией Суй.
В это время, начиная с VI по X вв. во вьетнамской философии преобладающим направлением был буддизм тхиен (инд. — дхьяна). Заслугу его распространения приписывают выходцу из Южной Индии проповеднику Винитаручи. Благодаря буддизму и через посредство находящегося на юго-востоке Индийского государства Тямпа вьетнамцы знакомились с индийской культурой. В начале X века была восстановлена независимость вьетнамского государства.

## Средние века
С конца XI — начала XII вв. начинается борьба между философией дхьяны и конфуцианской философией, преобразованной китайским мыслителем Чжу Си (1130—1200). Эта борьба закончилась в конце XIV века победой конфуцианства, которое стало господствующей философией вплоть до XIX века. Конфуцианскими мотивами пронизано творчество великого вьетнамского поэта и государственного деятеля Нгуен Чая (1380—1442). Влияние конфуцианской морально-этической системы можно видеть во взглядах императора Ле Тхань-тонга (1442—1479). Этот правитель, желая преобразовать страну, стремился к воплощению принципов конфуцианства в жизнь. Конфуцианские мотивы содержатся и в философской лирике («Стихи Белого Облака») знаменитого поэта и философа Нгуен Бинь Кхиема (1491—1585). 

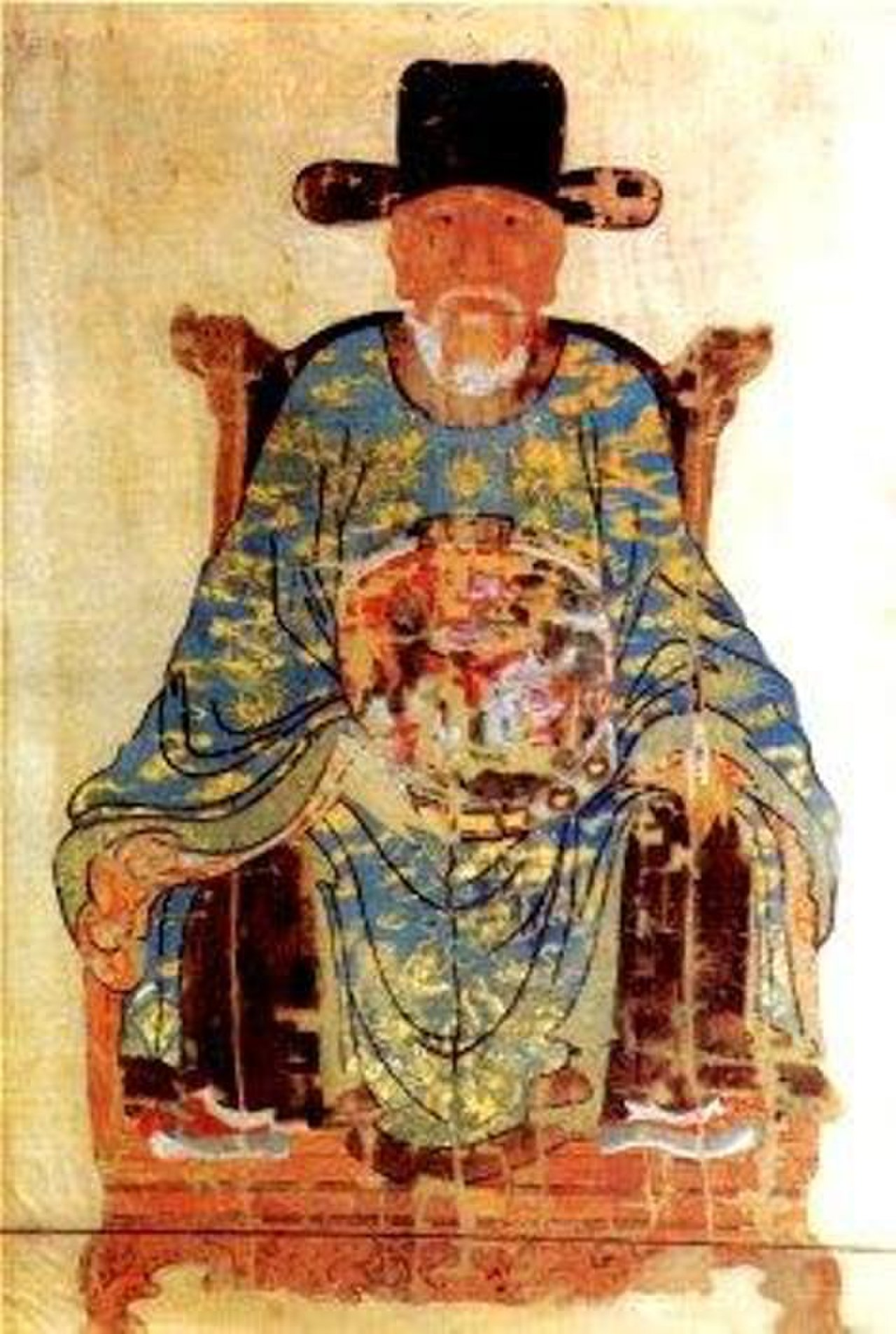
Нгуен Чай

В XVIII веке широкое распространение получает комментирование классических текстов. Например, Данг Тхай Фыонг (1674-середина XVIII в.) написал сочинение «Чжоуские перемены» с изъяснением смысла на национальном языке(«Тю зить куок ам зяй нгиа»).
К «И цзину» также написал комментарий Ле Куи Дон (1726—1784). Ле Куи Дон принадлежит целый ряд сочинений, представляющих собой комментарии к классическим текстам («Ши цзин», «Чуньцю», «Ли цзи»). В XVIII веке протекала также деятельность ученого-энциклопедиста Фан Хюи Тю (1751—1822).

## Новое время
Во второй половине XIX века в образованных слоях вьетнамского общества, главным образом среди католической патриотической интеллигенции, получила некоторое распространение христианская философия. Главным её представителем был Нгуен Чыонг То (1828—1872), побывавший в Риме и Париже и глубоко изучавший западную экономику и культуру.
С началом двадцатого века в истории вьетнамской философии начинается новый этап. Этот этап связан с именами двух мыслителей — Фан Бой Тяу (1867—1940) и Фан тяу Чин (1872—1926). Эти находившиеся под влиянием конфуцианских ценностей мыслители осознавали необходимость изменения вьетнамского общества. Фан Бой Тяу был центральной фигурой патриотического движения. В их произведениях очевидно влияние представителей французского просвещения (Вольтера, Монтескьё, Руссо). В то же время в страну стали проникать идеи революции Мэйдзи, выведшей Японию на новый путь. Некоторое влияние получили и идеи китайских философов-реформаторов Кан Ювэя (1858—1927) и Лян Цичао (1873—1923). Среди представителей вьетнамских мыслителей, пытавшихся в 30-40-е гг. объединить чжусианство с европейскими идеалистическими учениями были Фам Кюинь и Нгуен Ван Винь. Позднее получили известность работы философа и ученого Луонг Ким Диня (1914—1997), с 1960 года публиковавшего работы по вьетнамской философии.

## Новейшее время
В новейшее время история вьетнамской мысли связана преимущественно с марксизмом. Эта традиция представлена в первую очередь трудами Хо Ши Мина (Нгуен Ай Куок) (1890—1969). После победы революции в августе 1945 и образования ДРВ, марксистская философия становится преобладающей. Центром философской мысли становится основанный в 1965 году Институт философии.
Попытку соединить марксизм с феноменологией совершил вьетнамский философ Чан Дык Тхао (вьетн. Trần Đức Thảo, 26 сентября 1917 — 24 апреля 1993), автор книги «Феноменология и диалектический материализм» (1951). Хотя ряд свидетельств позволяет говорить о длительной многовековой традиции, берущей своё начало ещё в глубокой древности, история вьетнамской национальной мысли пока мало изучена и мало известна. Она мало известна и мало изучена даже в сравнении, например, с историей философской мысли Кореи. Длительная политическая зависимость Вьетнама от Китая (I—X вв.), длительное воздействие китайской и индийской культур на культуру страны часто препятствует исследователям восточной мысли увидеть неповторимость и оригинальность вьетнамской национальной мысли, её роль в формировании национального самосознания. Однако в последнее время ситуация начинает меняться. В конце XX — первом десятилетии XXI века появляется значительное число публикаций, посвященных изучению традиционной философской мысли Вьетнама и немарксистской философии.
В России первым в отечественной науке кандидатом философских наук в области вьетнамистики стал А. В. Никитин (Канд. дис.: Обществ.-полит. воззрения Фан Хюи Тю — вьетнамск. ученого-энциклопедиста конца XVIII — начала XIX вв. М., 1984. 193 л. РАН. Ин-т философии).